# Кулан (Турара Рискулова район)
Кула́н (каз. Құлан) — село, центр району Турара Рискулова Жамбильської області Казахстану. Адміністративний центр Куланського сільського округу.
До 1992 року село називалося Лугове.
Населення — 18572 особи (2021; 15380 у 2009, 12294 у 1999, 13261 у 1989).